# Valeriu Catînsus
Valeriu Catînsus (Chișinău, 27 aprile 1987) è un ex calciatore moldavo, di ruolo difensore.

## Palmarès

### Club

#### Competizioni nazionali
- Campionato moldavo: 2

Zimbru Chisinau: 1998-1999, 1999-2000